# Dynamique du véhicule

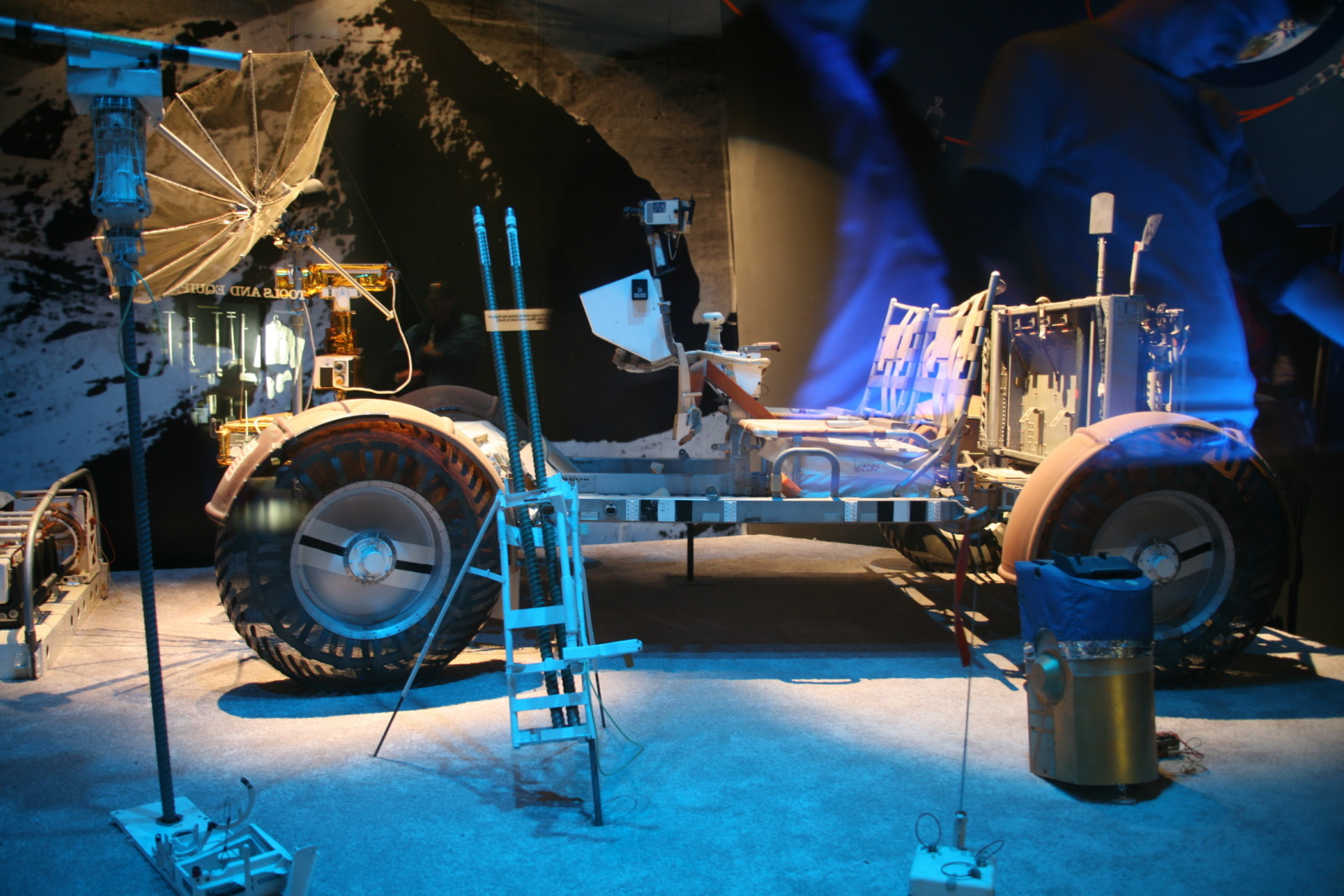
Véhicule lunaire utilisé par les astronautes pour se déplacer sur la surface lunaire.

La dynamique du véhicule est un domaine industriel et scientifique concernant la connaissance et la formalisation des phénomènes physiques entrant dans la tenue de route et le comportement des véhicules sur roues.
Il concerne :
- le véhicule routier, en particulier l'automobile ;
- le véhicule ferroviaire guidé : on parle alors de dynamique ferroviaire.

C'est grâce à ces connaissances que l'on peut améliorer la sécurité active.
Dans le cas de l'aéronautique, on parle de mécanique du vol.